# Sociedad Bíblica Trinitaria
Sociedad Bíblica Trinitaria es una sociedad bíblica histórica fundada en Inglaterra el 7 de diciembre de 1831 para la distribución de versiones protestantes de la Biblia.

## Historia
Siendo parte inicialmente de la Sociedad Bíblica Británica y Extranjera, un grupo de miembros se separa de la misma, por la tolerancia de la presencia de personas vinculadas al unitarismo dentro de dicha organización. Este grupo de personas convocó a más de dos mil personas en el Exeter Hall de Londres el 7 de diciembre de 1831 para formar una nueva sociedad: La Sociedad Bíblica Trinitaria. El término "trinitario" fue adoptado para diferenciarse del unitarismo. El objetivo primario fue imprimir Biblias protestantes, es decir, sin la inclusión de los libros apócrifos, también conocidos como los libros deuterocanónicos. Las bases doctrinales expresadas en la Reforma protestante del siglo XVI son parte de sus estatutos fundacionales. Estas bases de la Reforma consideran a la Biblia como la inspirada e infalible Palabra de Dios. Las bases textuales para sus traducciones son el Texto Recibido griego para el Nuevo Testamento y el Texto Masorético hebreo para el Antiguo Testamento. El método para todas sus traducciones o revisiones de la Biblia es el que se conoce como el método de traducción por equivalencia formal. Actualmente esta sociedad cuenta con oficina central en Londres, Inglaterra, y diferentes sucursales a lo largo del mundo como ser: Estados Unidos, Canadá, Brasil, Australia y Nueva Zelanda. Imprime exclusivamente en inglés la denominada versión King James y demás Biblias de la era de la Reforma en otros idiomas. También cuenta con cerca de 60 proyectos de traducción en otras lenguas de los diversos continentes. En el mundo de habla hispana cuenta con diversos representantes y oficinas dedicadas a la distribución de la Biblia Reina-Valera. Dicha sociedad tiene un comité ejecutivo de revisión de la antigua versión Reina-Valera 1909, para una nueva edición actual basada en los textos disponibles de la era de la Reforma y la original traducción, realizada por Casiodoro de Reina y revisada por Cipriano de Valera en el año 1602, y conocida como La Biblia del Cántaro.

## Edición de la Biblia Reina-Valera
El Nuevo Testamento Reina Valera SBT (RV SBT), es una revisión elaborada por la Sociedad Bíblica Trinitaria de la Reina Valera 1909, que tiene la característica principal de basarse en el Textus Receptus (Texto Recibido) en griego, texto usado por Casiodoro de Reina y Cipriano de Valera para su traducción original.
El método de traducción utilizado es el de equivalencia formal, que en la medida de lo posible busca mantener las mismas clases gramaticales del original y la traducción literal por su equivalente directo en el idioma receptor. Las palabras adicionales en la traducción, si no están presentes en los originales, son puestas en itálicas.
La Sociedad Bíblica Trinitaria (SBT) es la sociedad que se encarga de la revisión y publicación de esta revisión. La SBT publica versiones de la Biblia de la Reforma, como la Biblia King James (KJV) en inglés, o revisiones de otras Biblias de la Reforma, como la Biblia Almeida Corrigida Fiel (ACF) para el idioma portugués. La SBT también ha publicado la Biblia en catalán.
El Nuevo Testamento RV SBT fue publicado oficialmente en España el 23 de abril de 2016 (Día Internacional del Libro). Posteriormente se hizo diversas conferencias en varios países de América Latina para la difusión del Nuevo Testamento.
Su proyecto de revisión Reina Valera SBT se inició en 2008, como un proyecto para restaurar los textos griegos que estaban presentes en el Texto Recibido que usaron Casiodoro de Reina y Cipriano de Valera. Se decidió usar una revisión muy amada por la iglesia hispanohablante, como la RV 1909. Es así como nace la RV-SBT.

### Diferencias con otros proyectos de revisión
Los grandes distintivos de esta revisión con respecto a otros proyectos de revisión son :
- Es una revisión realizada por una Sociedad Bíblica que apoya y avala a las revisiones de la Reforma y que no usa otros textos griegos ni hebreos para sus revisiones.
- Se diferencia de otros proyectos de revisión de traductores en solitario o de grupos que no están respaldados por una Sociedad Bíblica.
- Se usan todos los textos griegos y de consulta que usaron los traductores de la Biblia del Oso y del Cántaro. Se recuperan las lecturas de Reina y Valera y sus opciones de traducción e interpretación que se consideran correctas.
- A diferencia de otros proyectos de revisión, no se usó la KJV ni el texto griego subyaciente como normativo para la revisión, como sí sucedió con la conocida revisión denominada Reina Valera Gómez 2010.
- Se retoma el uso de itálicas como se usaba en las Biblias de la Reforma.
- Actualización del castellano sobre la base de las normas de la Real Academia Española (RAE).
- Se cuenta con un grupo de Comités de Lectura en distintos países hispanohablantes que asesora en materia lingüística.

### Publicación y gira latinoamericana
En el año 2011, se hizo la primera publicación de la revisión, en concreto, del Evangelio de Juan. El Nuevo Testamento Reina Valera de la Sociedad Bíblica Trinitaria (RV SBT) fue presentado oficialmente en Madrid, España, el 23 de abril de 2016. Desde su presentación oficial, se hizo varias presentaciones en varios lugares de Latinoamérica.
En total, se realizaron tres giras, con diversas presentaciones en varios países.
- La primera gira se dio en Colombia, Argentina, Chile y Bolivia.
- La segunda gira se realizó en países como Guatemala, Panamá y Costa Rica.
- La tercera gira se realizó en México y Perú.

### Diferencias con otras versiones de la Biblia
A continuación veremos algunas diferencias que encontramos en el Texto recibido 1550 de Stephanus, el Texto del Patriarcado Ecuménico de Constantinopla y el Texto Mayoritario de Zane C.Hodges y Arthur L.Farstad con respecto a versiones de la Biblia basadas en el texto crítico. El lector puede remitirse a la página de la RV SBT y contrastarlas con otras versiones en castellano.
Romanos 1:16
Textus Receptus 1550 :  ου γαρ επαισχυνομαι το ευαγγελιον του χριστου δυναμις γαρ θεου εστιν εις σωτηριαν παντι τω πιστευοντι ιουδαιω τε πρωτον και ελληνι.
Texto del Patriarcado de 1904: Οὐ γὰρ ἐπαισχύνομαι τὸ εὐαγγέλιον τοῦ Χριστοῦ· δύναμις γὰρ Θεοῦ ἐστιν εἰς σωτηρίαν παντὶ τῷ πιστεύοντι, ᾿Ιουδαίῳ τε πρῶτον καὶ ῞Ελληνι.
Texto Mayoritario: Οὐ γὰρ ἐπαισχύνομαι τὸ εὐαγγέλιον τοῦ Χριστοῦ· δύναμις γὰρ Θεοῦ ἐστιν εἰς σωτηρίαν παντὶ τῷ πιστεύοντι, ᾿Ιουδαίῳ τε πρῶτον καὶ ῞Ελληνι.
RV SBT: Porque no me avergüenzo del evangelio de Cristo, porque es poder de Dios para salvación a todo aquel que cree; al judío primeramente y también al griego.
NVI: A la verdad, no me avergüenzo del evangelio, pues es poder de Dios para la salvación de todos los que creen: de los judíos primeramente, pero también de los gentiles.
LBLA: Porque no me avergüenzo del evangelio, pues es el poder de Dios para la salvación de todo el que cree; del judío primeramente y también del griego.
Marcos 1:2
Textus Receptus 1550 :  ως γεγραπται εν τοις προφηταις ιδου εγω αποστελλω τον αγγελον μου προ προσωπου σου ος κατασκευασει την οδον σου εμπροσθεν σου.
Texto del Patriarcado de 1904: Ως γέγραπται ἐν τοῖς προφήταις,ἰδοὺ ἐγὼ ἀποστέλλω τὸν ἄγγελόν μου πρὸ προσώπου σου,ὃς κατασκευάσει τὴν ὁδόν σου ἔμπροσθέν σου· Texto Mayoritario: Ως γέγραπται ἐν τοῖς προφήταις,ἰδοὺ ἐγὼ ἀποστέλλω τὸν ἄγγελόν μου πρὸ προσώπου σου,ὃς κατασκευάσει τὴν ὁδόν σου ἔμπροσθέν σου·
RV SBT: Como está escrito en los profetas: He aquí yo envío mi mensajero delante de tu faz, que preparará tu camino delante de ti.
NVI: Sucedió como está escrito en el profeta Isaías: «Yo estoy por enviar a mi mensajero delante de ti, el cual preparará tu camino».
LBLA: Como está escrito en el profeta Isaías: He aquí, yo envío mi mensajero delante de tu faz, el cual preparara tu camino.
Marcos 2:17
Textus Receptus 1550 :  και ακουσας ο ιησους λεγει αυτοις ου χρειαν εχουσιν οι ισχυοντες ιατρου αλλ οι κακως εχοντες ουκ ηλθον καλεσαι δικαιους αλλα αμαρτωλους εις μετανοιαν.
Texto del Patriarcado de 1904: καὶ ἀκούσας ὁ ᾿Ιησοῦς λέγει αὐτοῖς· οὐ χρείαν ἔχουσιν οἱ ἰσχύοντες ἰατροῦ, ἀλλ᾿ οἱ κακῶς ἔχοντες· οὐκ ἦλθον καλέσαι δικαίους, ἀλλὰ ἁμαρτωλοὺς εἰς μετάνοιαν.
Texto Mayoritario: καὶ ἀκούσας ὁ ᾿Ιησοῦς λέγει αὐτοῖς· οὐ χρείαν ἔχουσιν οἱ ἰσχύοντες ἰατροῦ, ἀλλ᾿ οἱ κακῶς ἔχοντες· οὐκ ἦλθον καλέσαι δικαίους, ἀλλὰ ἁμαρτωλοὺς εἰς μετάνοιαν.
RV SBT: Y oyéndolo Jesús, les dijo: Los sanos no tienen necesidad de médico, sino los que están enfermos. No he venido a llamar a los justos, sino a los pecadores al arrepentimiento.
NVI: Al oírlos, Jesús les contestó: ―No son los sanos los que necesitan médico, sino los enfermos. Y yo no he venido a llamar a justos, sino a pecadores.
LBLA: Al oír esto, Jesús les dijo*: Los que están sanos no tienen necesidad de médico, sino los que están enfermos; no he venido a llamar a justos, sino a pecadores.
Apocalipsis 22:14
Textus Receptus 1550 :  μακαριοι οι ποιουντες τας εντολας αυτου ινα εσται η εξουσια αυτων επι το ξυλον της ζωης και τοις πυλωσιν εισελθωσιν εις την πολιν.
Texto del Patriarcado de 1904: Μακάριοι οἱ ποιοῦντες τὰς ἐντολὰς αὐτοῦ, ἵνα ἔσται ἡ ἐξουσία αὐτῶν ἐπὶ τὸ ξύλον τῆς ζωῆς, καὶ τοῖς πυλῶσιν εἰσέλθωσιν εἰς τὴν πόλιν.
Texto Mayoritario: Μακάριοι οἱ ποιοῦντες τὰς ἐντολὰς αὐτοῦ, ἵνα ἔσται ἡ ἐξουσία αὐτῶν ἐπὶ τὸ ξύλον τῆς ζωῆς, καὶ τοῖς πυλῶσιν εἰσέλθωσιν εἰς τὴν πόλιν.
RV SBT: Bienaventurados los que practican sus mandamientos, para que tengan derecho al árbol de la vida y entren por las puertas en la ciudad.
NVI: »Dichosos los que lavan sus ropas para tener derecho al árbol de la vida y para poder entrar por las puertas de la ciudad.
LBLA: Bienaventurados los que lavan sus vestiduras para tener derecho al árbol de la vida y para entrar por las puertas a la ciudad.

## Bibliotrafía
- Zane C.Hodges, Arthur L. Farstad(1984). The Greek New Testament According to the Majority Text. Thomas Nelson Publishers.